# Turznica (stacja kolejowa)
Turznica – dawna stacja kolejowa w Turznicy, w gminie Ostróda w powiecie ostródzkim, w województwie warmińsko-mazurskim. Została otwarta w 1910 roku i zlikwidowana w 1945 roku przez żołnierzy Armii Czerwonej.